# Балабанов ферман
Балабанов ферман е османски султански ферман, уреждащ привилегиите на жителите на Копривщица по времето, когато тя е в състава на Османската империя.
Балабановият ферман се явява втори подобен документ, след като първият, издаден по просбата на „Султанката“ (Авратка девойка), губи своята сила, т.е. вече не действа. По този ферман селото е било управлявано на аристократически принцип. За последен „владетел“ от тази управленска линия копривщенският историограф Христо Пулеков смята хората от Чалъковия род. По някое време те решават да напуснат Копривщица и се преселват във Филибе. Населението било доволно от градските уредби на Чалъкови и по тази причина при възникване на необходимост от бързи решения винаги се допитвали до тях.
Благодарение на първия ферман някои коприщени се позамогнали, като дори участвали в похода до Буда и Виена на османската армия. Имали добро въоръжение и храброст за тези начинания. Един от войводите на копривщенските части (войнигани) бил смятаният за копривщенски Ахилей прочутият воин Балабан. Бил наречен от турците така по случай неговата храброст и величие, като прозвището означава „исполин“. Когато силата на първия ферман се позагубила и просбите на коприщени вече не били изпълнявани, Балабан юнак решил да събере подходящи дарове във вид на бъдраци (овни с прави рогове, завити спираловидно) и с тях да се яви в султанския палат и да отправи молба за нов. Султанът бил благосклонен,тъй като това става по време на курбан байрам и дава нов, с който потвърждава валидността на стария.
1. Копривщица непосредствено да зависи от Цариград.
2. Копривщенете да дават само един определен данък у Цариград на една Царска джамия.
3. Освен тоя данък да се незадлъжават копривщенете с други данъци, като десятъци, гарш и други такива.
4. Началниците им да носят отличителни шапки, с които да имат уважение пред Правителството.
5. Да има у Копривщица само един турчин, като надзирател, който да е ограничен да изпълнява това, което заповядат Началниците.

За името и самоличността на Балабан няма никакви сведения, с изключение на това, че къщата му се е намирала в Средна махала, поради това, че нейното пъвоначално име е Балабанова махала. Ако са верни сведенията, че може би Балабан е взел участие в Първия поход на Сюлейман Великоепни и последващите войни с Австрия, може да се направи заключение, че Балабановият ферман би могъл да е издаден в края на XVI век, или от 150 до 180 години след първия. Друга заслужаваща отбелязване възбрана е тази да се строи джамия в селото.
През XVIII век около 1740 г. бива издаден трети ферман по инициатива на хаджи Драгой, който работи в Цариград като Кюркчи башия (придворен кожухар на султан Махмуд I). Новият ферман забранява Клисура, Панагюрище и Копривщица да дават овце като беглик. С това той се явява една подкрепа на първите два.